# Бакаушин
Бакау́шин (рос. Бакаушин) — селище у складі Первомайського району Оренбурзької області, Росія.

## Населення
Населення — 59 осіб (2010; 114 у 2002).
Національний склад (станом на 2002 рік):
- росіяни — 82 %